# Música do Japão
A música do Japão inclui uma grande variedade de estilos distintos tanto tradicionais quanto modernos. A palavra para música em japonês é 音楽 (ongaku), combinando o kanji 音 "on" (som) com o kanji 楽 "gaku" (divertimento). O Japão é o segundo maior mercado de música no mundo, com uma receita total de mais de 3 bilhões de dólares em 2013, sendo dominado por artistas japoneses, com vendas em dezembro de 2013 de 44 dos 50 álbuns mais vendidos e 46 dos 50 singles mais vendidos em 2013.
A música local geralmente aparece em karaokês, que possuem contratos com as gravadoras. A música japonesa tradicional é muito diferente da música ocidental, visto que ela normalmente é baseada nos intervalos da respiração humana ao invés da cronometragem matemática.

## Origens
As primeiras manifestações musicais no território que hoje corresponde ao Japão provavelmente vieram do povo Ainu, que dominava o arquipélago até a chegada dos mongóis, em 2.000 a.C..
Aproximadamente a partir do Século III a.C., conforme a China expandia seus domínios, sua influência na música japonesa passou a ser intensa, mesmo com o intermédio do Reino da Coreia, localizado entre as duas nações, que agia como uma moderadora entre a influência chinesa e a música japonesa, que também incorporava elementos da música da Índia, da Manchúria e da própria Coreia.
No Século VIII, o Japão criou um órgão oficial do governo para administrar a atividade musical na nação, à exemplo da China.

## Música tradicional e folclórica
Há duas formas de música reconhecidas como as formas mais antigas de música tradicional japonesa. Elas são o shōmyō (声明 ou 聲明), ou cânticos budistas, e o gagaku (雅楽) ou música orquestrada da corte, ambas datando dos períodos Nara e Heian. O gagaku é um tipo de música clássica que foi apresentado na corte imperial desde o período Heian. O Kagura-uta (神楽歌), Azuma-asobi(東遊) e Yamato-uta (大和歌) são repertórios indígenas. O Tōgaku (唐楽) e o komagaku originaram-se da dinastia Tang através da península coreana. Além disso, o gagaku é dividido em kangen (管弦) (música instrumental) e bugaku (舞楽) (dança acompanhada por gagaku).
Os honkyoku (本曲 "peças originais") se originaram no início do século XIII. Elas são peças shakuhachi (尺八) (solo) tocadas por sacerdotes mendicantes da seita Fuke do budismo zen. Esses sacerdotes, chamados de komusō ("monge vazio"), tocavam o honkyoku para receber esmolas e para obter a iluminação. A seita Fuke deixou de existir no século XIX, mas uma linhagem verbal e escrita de muitos honkyoku continua ainda hoje, embora este tipo de música atualmente seja praticada em concertos. Os samurais geralmente ouviam e se apresentavam nessas atividades musicais, a fim de enriquecer suas vidas e alcançar um maior entendimento e compreensão.

### Música tradicional

#### Biwa hōshi, Heike biwa, mōsō e goze
O biwa (琵琶 - chinês: pipa), uma forma de alaúde curto, era tocado por um grupo de apresentadores itinerantes (biwa hōshi) (琵琶法師) que usavam-no para acompanhar histórias. A mais famosas dessas histórias é o Heike Monogatari, uma história do século XII do triunfo do clã Minamoto sobre o clã Taira. O Biwa hōshi começou a se organizar como uma associação parecida com uma guilda (tōdō) para homens com deficiência visual no início do século XIII. Esta guilda posteriormente controlou uma grande proporção da cultura musical do Japão.
Além disso, vários grupos menores de músicos cegos itinerantes foram formados especialmente na região de Kyushu. Esses músicos, conhecidos como mōsō (盲僧 monge cego), excursionavam em suas áreas locais e apresentavam uma variedade de textos religiosos e semi-religiosos para purificar as residências e trazer boa saúde e boa sorte. Eles também mantinham um repertório de gêneros seculares. O biwa que eles tocavam era consideravelmente menor que o Heike biwa (平家琵琶) tocado pelo biwa hōshi.
Lafcádio Hearn relatou eu seu livro Kwaidan: Histórias e Estudos sobre Coisas Estranhas "Mimi-nashi Hoichi" (Hoichi Sem Ouvidos), uma história japonesa de fantasmas sobre um biwa hōshi cego que interpreta "O Conto de Heike"
Mulheres cegas, conhecidas como goze (瞽女), também excursionavam desde a era medieval, cantando canções e tocando música de acompanhamento em um tambor de colo. A partir do século XVII, elas geralmente tocavam o koto ou o shamisen. As organizações Goze surgiram por todo o país e existiam até recentemente onde é hoje a província de Niigata.

#### Taiko

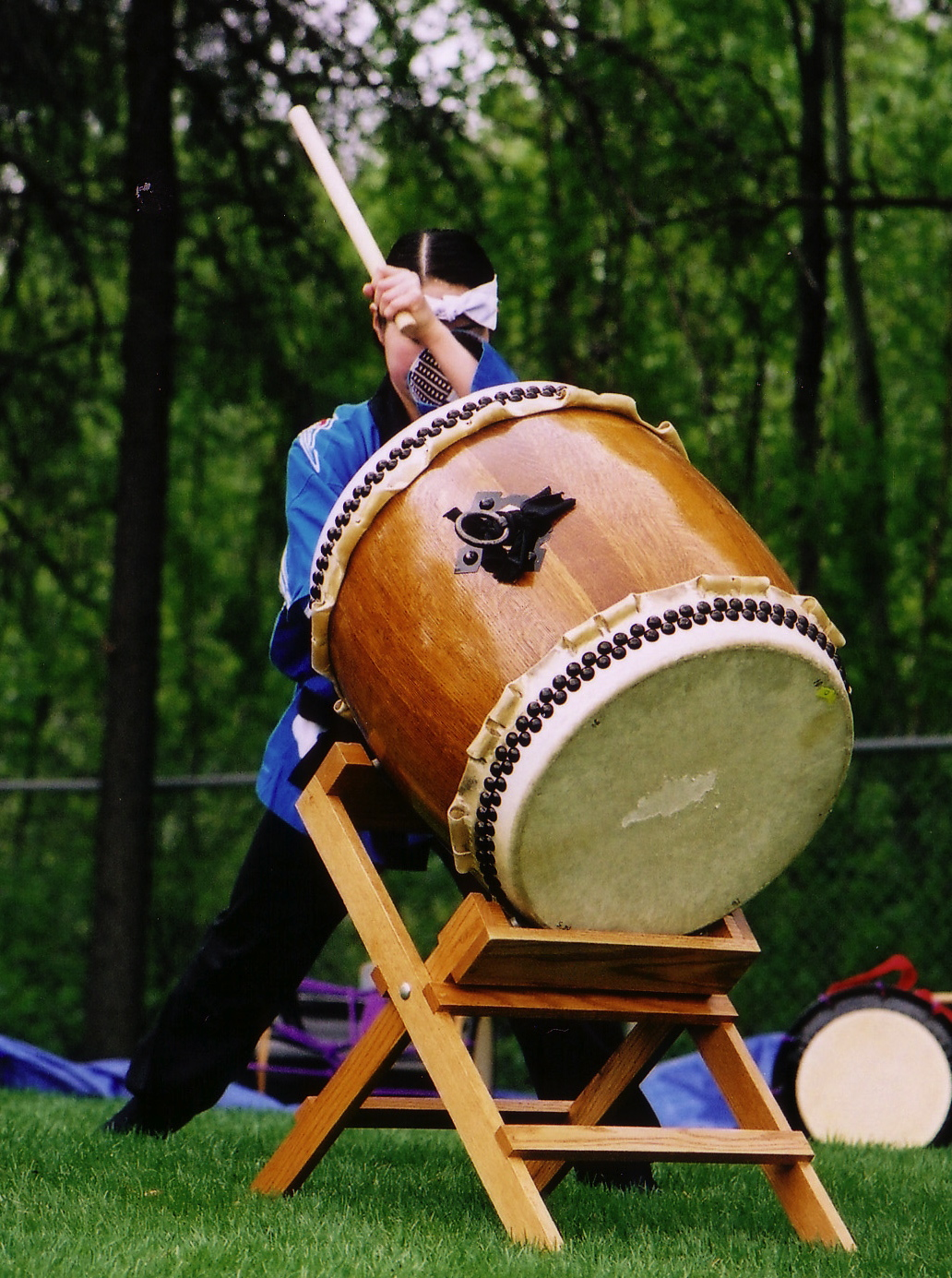
Apresentação de Taiko

O taiko é um tambor japonês que vem em vários tamanhos e é usado para tocar uma variedade de gêneros musicais. Ele tornou-se particularmente popular em anos recentes como o instrumento principal de conjuntos musicais cujo repertório é baseado em uma variedade de músicas folclóricas e de festivais do passado. Tais músicas de taiko são tocadas por conjuntos de grandes tambores chamados de kumi-daiko. Suas origens são incertas, mas podem ser datadas do século VII, quando uma figura de barro de um tocador de taiko indica sua existência. Houve influências da China, mas o instrumento e sua música permaneceram estritamente japonesas. Os tambores de taiko durante este período eram usados durante as batalhas para intimidar o inimigo e para comunicar comandos. O taiko continua a ser usado na música religiosa do budismo e xintoísmo. No passado, os tocadores eram homens sagrados, que tocavam apenas em ocasiões especiais e em pequenos grupos, mas com o passar do tempo, homens laicos (raramente mulheres) também passaram a tocar o taiko em festivais semireligiosos como o bon odori.
Afirma-se que o taiko moderno foi inventado por Daihachi Oguchi em 1951. Um baterista de jazz, Oguchi incorporou seu histórico musical com grandes grupos de pessoas, que ele também havia projetado. Seu estilo energético tornou seu grupo popular em todo o Japão e tornou a região de Hokuriku um centro da música do taiko. Um dos músicos que surgiram dessa onda de popularidade foi Sukeroku Daiko e seu colega de banda Seido Kobayashi. Em 1969, um grupo chamado Za Ondekoza foi fundado por Tagayasu Den. O Za Ondekoza reunia jovens tocadores de taiko que inovaram com uma nova versão do taiko revivendo suas raízes. Durante a década de 1970, o governo japonês alocou fundos para preservar a cultura japonesa e muitos grupos comunitários de taiko foram formados. Mais tarde, grupos de taiko se espalharam pelo mundo, especialmente nos Estados Unidos e Brasil. O videogame Taiko Drum Master é baseado no taiko. Um exemplo de uma banda moderna de taiko é o Gocoo.

#### Música folclórica Min'yō

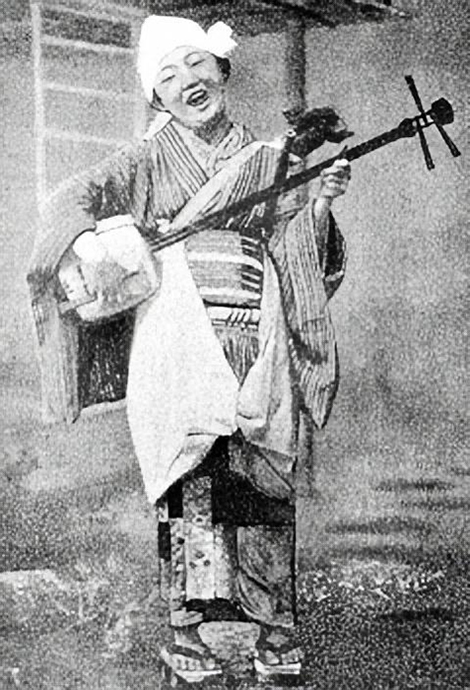
Uma mulher japonesa com seu shamisen, 1904

Músicas folclóricas japonesas (min'yō) podem ser agrupadas e classificadas de muitas formas diferentes mas geralmente se pensa em quatro categorias principais: músicas de trabalho, músicas religiosas (como o sato kagura, uma forma de música xintoísta), canções usadas para cerimônias como casamentos, funerais e festivais (matsuri, especialmente o Obon), e músicas infantis.
No min'yō, os cantores geralmente são acompanhados por um alaúde de três cordas conhecido como shamisen, tambores de taiko e uma flauta de bambu chamada de shakuhachi. Outros instrumentos que podem acompanhar são uma flauta conhecida como shinobue, um sino conhecido como kane, um tambor chamado tsuzumi e um cítara de 13 cordas conhecido como koto. Em Okinawa, o instrumento principal é o sanshin. Eles são instrumentos tradicionais japoneses, mas a instrumentação moderna, como guitarras elétricas e sintetizadores, é também usada, com cantores de enka fazendo cover de canções tradicionais de min'yō.
Os termos que geralmente são usados quando se fala de min'yō são ondo, bushi, bom uta e komori uta. Um ondo geralmente descreve qualquer música folclórica com um balanço característico que pode ser ouvido como um ritmo de 2/4 (embora os artistas normalmente não agrupem as batidas). A canção folclórica típica ouvida em festivais de dança de obon geralmente é a ondo. Um fushi é uma música com uma melodia distinta. Seu nome, que se pronuncia "bushi", significa "melodia" ou "ritmo". A palavra é raramente usada, mas muitas vezes antecede um termo que se refere à ocupação, localização ou nome. O bon uta, como o nome sugere, são canções para o Obon, o festival das lanternas dos mortos. O komori uta são canções infantis. Os nomes das músicas de min'yo geralmente incluem termos descritivos, muitas vezes no final. Por exemplo: Tokyo Ondo, Kushimoto Bushi, Hokkai Bon Uta e Itsuki no Komoriuta.
Muitas dessas músicas incluem uma tensão extra em certas sílabas bem como gritos (kakegoe). Os kakegoe geralmente são gritos de alegria, mas no min'yō, eles muitas vezes são incluídos como parte de corais. Há muitos kakegoes diferentes, variando de região para região. No min'yō de Okinawa, por exemplo, ouve-se o "ha iya sasa!". Na ilha principal do Japão, no entanto, é mais comum ouvir "a yoisho!," "sate!," ou "a sore!". Outros kakegoes são "a donto koi!" e "dokoisho!"
Recentemente, um sistema baseado em guildas conhecido como sistema iemoto foi aplicado a algumas formas de min'yō. Este sistema foi originalmente desenvolvido para transmitir gêneros clássicos como o nagauta, shakuhachi ou koto, mas como ele se provou lucrativo para os professores e foi apoiado  por estudantes que desejavam obter certificados de proficiência e nomes de artistas, ele continua a se espalhar em gêneros como o min'yō, Tsugaru-jamisen e outras formas de música que foram transmitidas mais informalmente. Atualmente, alguns min'yō são repassados em tais organizações pseudofamiliares.

#### Música folclórica okinawana
Umui, músicas religiosas, shima uta, músicas de dança e, especialmente, kachāshī, uma música comemorativa, eram todas populares.
A música folclórica okinawana difere da música folclórica da ilha principal japonesa de algumas formas.
Em primeiro lugar, a música folclórica okinawana é geralmente acompanhada pelo sanshin, enquanto na ilha principal, o shamisen é que acompanha. Outros instrumentos okinawanos são o sanba (que produz um som semelhante ao da castanhola), taiko e um finger whistling afiado chamado yubi-bue (指笛).
Em segundo lugar, uma escala pentatônica, que coincide com a escala maior pentatônica da música ocidental, é muitas vezes usada no min'yō das ilhas principais do Japão. Nesta escala pentatônica, o subdominant e o leading tone (graus da escala 4 e 7 da escala grande do ocidente) são omitidos, resultando em uma escala musical sem meios-passos entre cada nota (Do, Re, Mi, Sol, La em solfeggio, ou graus de escala 1, 2, 3, 5 e 6). O min'yō okinawano, no entanto, é caracterizado pelas escalas que incluem os meio-passos omitidos na escala pentatônica, quando é analisado na teoria ocidental da música. De fato, a escala mais usada no min'yō okinawano varia entre 1, 2, 3, 4, 5, 6 e 7.

### Instrumentos tradicionais
- Biwa (琵琶)
- Fue (笛)
- Hichiriki (篳篥)
- Hocchiku (法竹)
- Hyōshigi (拍子木)
- Kane (鐘)
- Kakko (鞨鼓)
- Kokyū (胡弓)
- Koto (琴)
- Niko (二胡)
- Okawa (também conhecido como Ōtsuzumi) (大鼓)
- Ryūteki (竜笛)
- Sanshin (三線)
- Shakuhachi (flauta de bambu) (尺八)
- Shamisen (三味線)
- Shime-Daiko (締太鼓)
- Shinobue (篠笛)
- Shō (笙)
- Suikinkutsu (cítara de água) (水琴窟)
- Taiko (i.e. Wadaiko) 太鼓～和太鼓
- Tsuzumi (鼓) (também conhecido como Kotsuzumi)

## Introdução da música ocidental

### Música popular tradicional
Após a Restauração Meiji ter introduzido a educação musical ocidental, um burocrata chamado Izawa Shuji compilou músicas como "Auld Lang Syne" e músicas encomendadas usando uma melodia pentatônica. A música ocidental, especialmente as marchas militares, logo tornaram-se populares no Japão. Duas formas principais de música que se desenvolveram durante este período foram a shoka, que era composta para trazer a música ocidental para as escolas, e o gunka, que eram marchas militares com alguns elementos japoneses.
À medida que o Japão se transformava em uma democracia representativa no final do século XIX, seus líderes contrataram cantores para vender cópias de músicas que transmitiam suas mensagens, visto que os líderes eram geralmente proibidos de falar em público. Os apresentadores de rua eram chamados de enka-shi. Também no final do século XIX, uma forma originária de Osaka de cantar na rua tornou-se popular, chamada de rōkyoku. Este estilo incluía as duas primeiras estrelas japonesas, Yoshida Naramaru e Tochuken Kumoemon.

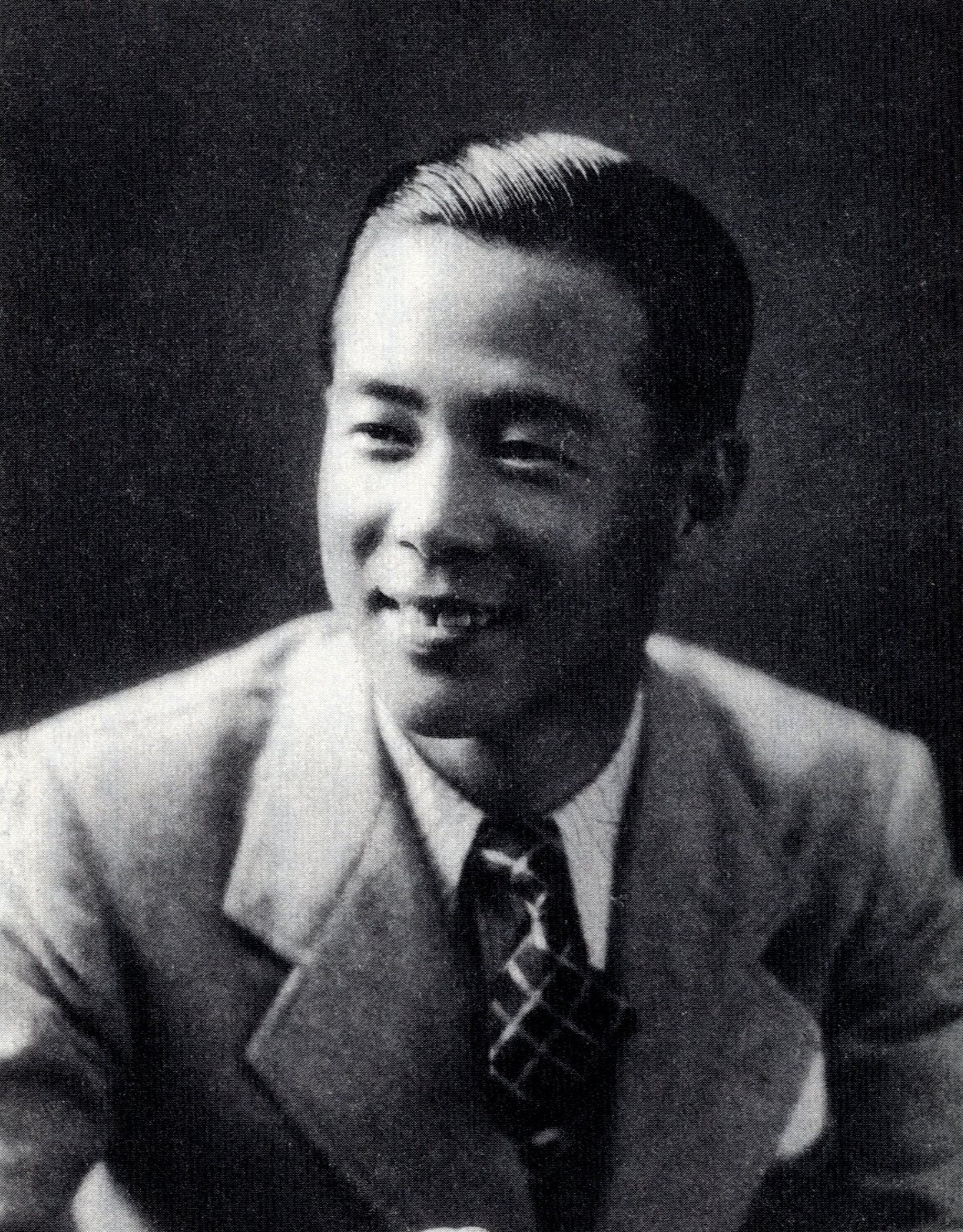
Ichiro Fujiyama, cantor ryūkōka influente

A música popular ocidentalizada é chamada de kayōkyoku, que teria aparecido pela primeira vez em uma dramatização de Resurrection de Tolstói. A música "Kachūsha no Uta", composta por Shinpei Nakayama, foi cantada por Sumako Matsui em 1914. A canção tornou-se um sucesso entre os enka-shi e teve um dos primeiros recordes de venda no Japão. O Ryūkōka, que adotava a música clássica ocidental, se popularizou no país no período pré-guerra. Ichiro Fujiyama tornou-se popular no período pré-guerra, mas as canções de guerra mais tarde tornaram-se populares quando a Segunda Guerra Mundial iniciou-se.
O Kayōkyoku tornou-se uma grande indústria, especialmente após o surgimento da superestrela Misora Hibari. Na década de 1950, o tango e outros tipos de música latina, especialmente a música cubana, tornaram-se muito populares no Japão. Uma forma distinta de tango chamada dodompa também se desenvolveu. O Kayōkyoku passou a ser associado com as estruturas tradicionais japonesas, enquanto as músicas mais ao estilo ocidental eram chamadas de Japanese Pop (ou simplesmente 'JPop'). A música enka, que adotava estruturas tradicionais japonesas, tornou-se muito popular no período pós-guerra, embora sua popularidade tenha diminuído desde a década de 1970 e desfrute de menos interesse da juventude contemporânea. Alguns dos cantores mais famosos de enka são Hibari Misora, Saburo Kitajima, Ikuzo Yoshi e Kiyoshi Hikawa.

### Música arte

#### Música clássica ocidental
A música clássica ocidental possui uma forte presença no Japão, sendo que o país é um dos mais importantes mercados para este estilo de música, com Toru Takemitsu (famoso por seus trabalhos pioneiros e trilhas sonoras de filmes) sendo o mais conhecido. Outro maestro famoso é Seiji Ozawa. Desde 1999, o pianista Fujiko Hemming, que toca peças de Liszt e Chopin, tem sido famoso e seus CDs já venderam milhões de cópias. O Japão também abriga várias bandas de sucesso mundial, como a Tokyo Kosei Wind Orchestra e a maior competição do tipo, o concurso nacional da All-Japan Band Association. A música clássica ocidental não representa a cultura original do Japão. Os japoneses foram expostos pela primeira a ela na segunda metade do século XIX, após mais de 200 anos de isolamento nacional durante o período Edo. No entanto, após este período, os japoneses estudaram a música clássica intensamente para torná-la uma parte de sua própria cultura artística.
Orquestras
- Orquestra Sinfônica de Gunma
- Orquestra Sinfônica de Hiroshima
- Orquestra do Centro de Artes de Hyogo
- Orquestra Sinfônica do Japão
- Orquestra Filarmônica de Kanagawa
- Orquestra Sinfônica de Quioto
- Orquestra Sinfônica de Kyushu
- Orquestra Filarmônica de Nagoya
- Nova Filarmônica do Japão
- Orquestra Sinfônica da NHK
- Orquestra de Kanazawa
- Orquestra Filarmônica de Osaka
- Orquestra Sinfônica de Sapporo
- Orquestra Sinfônica Metropolitana de Tóquio
- Orquestra Sinfônica de Tóquio
- Orquestra Sinfônica da Cidade de Tóquio
- Orquestra Sinfônica de Tóquio
- Orquestra Sinfônica de Yamagata
- Orquestra Sinfônica do Yomiuri Nippon

#### Jazz
A partir da década de 1930 (exceto durante a Segunda Guerra Mundial, quando ele representava uma música do inimigo), o jazz teve uma forte presença no Japão. O país é um importante mercado para a música e é comum que álbuns não disponíveis nos Estados Unidos e Europa estejam disponíveis lá. Vários músicos japoneses de jazz obtiveram popularidade no exterior, além de seu país natal. Músicos como June (nascido no Japão) e Dan (americano de terceira geração, da banda Hiroshima) e Sadao Watanabe possuem um grande número de fãs fora de seu país nativo.
Ultimamente, o club jazz ou nu jazz tornou-se popular com um crescente número de jovens japoneses. DJs nativos como Ryota Nozaki[ligação inativa] (Jazztronik), os dois irmãos Okino Shuya e Okino Yoshihiro do Kyoto Jazz Massive, Toshio Matsuura (ex-membro da Organização Futura Unida) e DJ Shundai Matsuo, criador do popular evento mensal de DJs Creole, em Beppu, Japão, bem como artistas de nu jazz, Sleepwalker, GrooveLine, e Soil & "Pimp" Sessions trouxeram grandes mudanças às noções tradicionais de jazz no Japão.
Algumas das bandas mais recentes são a Ego-Wrappin' e a Sakerock juntamente com músicos mais experimentais como Otomo Yoshihide e Keiji Haino.

## Música popular

### J-Pop
O J-pop, uma abreviatura para Japanese pop, é um gênero musical amplo que entrou no mercado musical do Japão na década de 1990. O J-pop moderno possui suas raízes na música pop e rock da década de 1960, como os The Beatles, que levaram ao surgimento de bandas como Happy End, fundindo o rock com a música japonesa. O J-pop foi mais definido por bandas japonesas de new wave, como Yellow Magic Orchestra e Southern All Stars no final da década de 1970. Posteriormente, o J-pop substituiu o kayōkyoku na cena musical japonesa. O termo foi cunhado pela imprensa japonesa para distinguir a música japonesa da música estrangeira.
Os artistas musicais Japanese idol são uma parte significante do mercado musical, com girl groups e boy bands constantemente no topo da Oricon. Eles incluem a boy band Arashi, que teve os singles mais vendidos de 2008 e 2009, e o girl group AKB48, que teve os singles mais vendidos em todos os anos desde 2010.

#### Dance e disco music

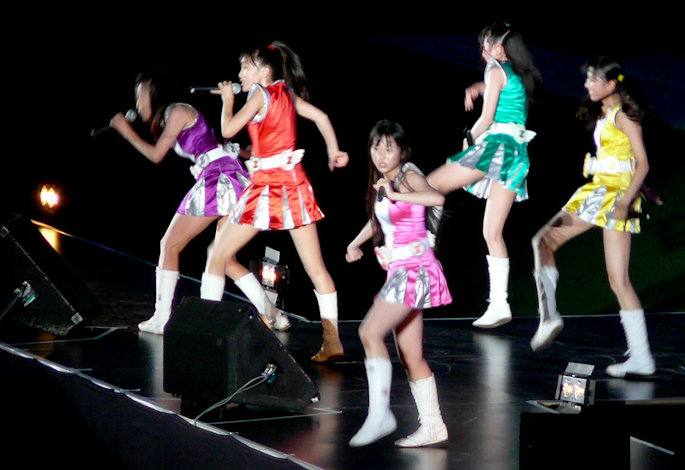
Momoiro Clover Z é famosa por danças inovadoras.

Em 1984, o álbum Thriller do músico americano Michael Jackson tornou-se o primeiro álbum de um artista ocidental a vender mais de um milhão de cópias na história da Oricon. Seu estilo é citado como um das referências da dance music japonesa, levando à popularidade do Avex Group e do Johnny & Associates.
Em 1990, a Avex Trax começou a lançar a série Super Eurobeat no Japão. A Eurobeat no Japão levou à popularidade da dança de grupo conhecida como Para Para. Artistas da Avex como Every Little Thing e Ayumi Hamasaki tonaram-se populares na década de 1990, mas novos nomes surgiram no final da década de 1990, incluindo Utada Hikaru e Morning Musume. O álbum de estreia da Utada Hikaru, First Love, conseguiu ser o álbum mais vendido no Japão com mais de 7 milhões de cópias vendidas, enquanto Ayumi Hamasaki tornou-se a artista milher e solo mais vendida do Japão e o Morning Musume permanece como um dos girl groups mais conhecidos na indústria de música pop japonesa.
O Momoiro Clover Z é conhecido por performances animadas de dança. Elas são altamente coreografadas e contam com acrobacias. Eles também incorporam elementos do ballet, ginástica e filmes de ação. Embora as vozes das meninas não sejam muito estáveis quando combinadas com uma dança intensa, elas nunca fazem sincronia labial. O Momoiro Clover Z é considerado o idol group feminimo mais popular, de acordo com pesquisas em 2013 e 2014 no Japão.

### Rock
Na década de 1960, as bandas japonesas de rock imitavam músicos de rock ocidental, como The Beatles, Bob Dylan e os Rolling Stones, juntamente com outras bandas de Appalachian folk music, rock psicodélico, mod e gêneros similares; isto é chamado de Group Sounds (G.S.). John Lennon dos The Beatles mais tarde tornou-se um dos músicos ocidentais mais populares no Japão. O Group Sounds é um gênero de rock japonês que foi popular de meados ao final da década de 1960. Após a popularização do Group Sounds, surgiram alguns cantores-compositores influentes. Nobuyasu Okabayashi foi o primeiro que se tornou amplamente reconhecido. Wataru Takada, inspirado por Woody Guthrie, também se tornou popular. Os dois foram influenciados pela música folk americana mas escreviam letras em japonês. Takada usava a poesia japonesa moderna em suas letras, enquanto Kazuki Tomokawa fez um álbum usando poemas de Nakahara Chûya. Tomobe Masato, inspirada por Bob Dylan, escreveu letras aclamadas pela crítica. Os  The Tigers foram a mais popular banda de Group Sounds do período. Posteriormente, alguns dos membros do The Tigers, The Tempters e The Spiders formaram o primeiro supergrupo japonês Pyg.
O rock folk japonês foi desenvolvido no final da década de 1960. Artistas como Happy End teriam teoricamente desenvolvido o gênero. Durante a década de 1970, ele se tornou mais popular. A banda okinawana Champloose, junto com a Carol (liderada por Eikichi Yazawa), RC Succession e Shinji Harada foram especialmente famosos e ajudaram a definir o gênero. Começando no final da década de 1960 mas sendo mais ativo na década de 1970, surgiram músicos que misturavam o rock com elementos do folk e pop americanos, geralmente rotulados de "folk" pelos japoneses devido ao uso da guitarra acústica. Eles incluem bandas como Off Course, Tulip, Alice (liderado por Shinji Tanimura), Kaguyahime, Banban e Garo. Artistas solo do mesmo movimento incluem Yosui Inoue, Yuming e Iruka. Grupos posteriores, como Kai Band (liderado por Yoshihiro Kai) e o Southern All Stars, geralmente são colocados no mesmo movimento.

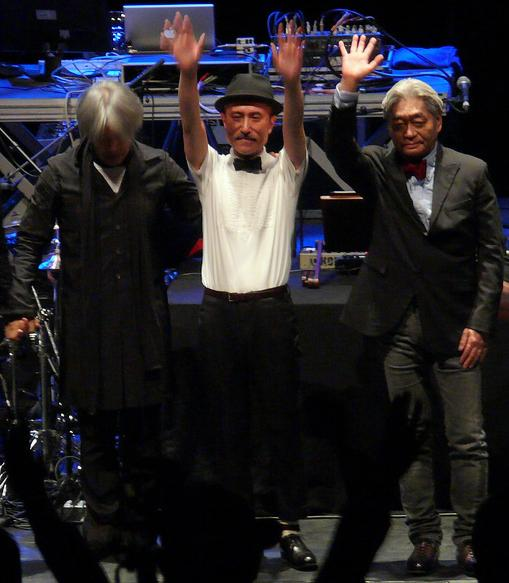
Yellow Magic Orchestra em 2008

Alguns músicos japoneses começaram a experimentar o rock eletrônico no início da década de 1970. O mais famoso era Isao Tomita, cujo álbum de 1972 Electric Samurai: Switched on Rock contava com interpretações eletrônicas de sintetizador de músicas de rock contemporâneo e Pop music. Outros exemplos de gravações de rock eletrônico são o álbum Ice World (1973) de folk rock e pop rock de Inoue Yousui e o álbum Benzaiten (1974) de rock progressivo e psicodélico de Osamu Kitajima, ambos envolvendo contribuições de Haruomi Hosono,[carece de fontes?] A década de 1970 foi marcada pelo surgimento da banda de música eletrônica Yellow Magic Orchestra, liderada por Haruomi Hosono.
Na década de 1980, Boøwy inspirou bandas de rock alternativo como Shonen Knife, Boredoms, The Pillows e Tama & Little Creatures, bem como bandas mais mainstream como a Glay. Em 1980, Huruoma e Ry Cooder, um músico americano, colaboraram em um álbum de rock com Shoukichi Kina, a força motriz por trás da banda okinawana Champloose. Eles foram seguidos por Sandii & the Sunsetz, que misturou ainda mais as influências japonesas e okinawanas. Também durante a década de 1980, as bandas de metal e rock japonesas deram origem ao movimento caracterizado por ênfase na aparência conhecido como visual kei, cujos maiores expoentes são as bandas X Japan, Luna Sea, Kuroyume, Buck-Tick, dentre outras, algumas delas experimentando sucesso internacional.
Na década de 1990, os músicos japoneses de rock como B'z, Mr. Children, Glay, Southern All Stars, L'Arc-en-Ciel, Tube, Spitz, Wands, T-Bolan, Judy and Mary, Asian Kung-Fu Generation, Field of View, Deen, Ulfuls, Lindberg, Sharam Q,  The Yellow Monkey, The Brilliant Green e Dragon Ash alcançaram um grande sucesso comercial. A B'z é a que teve mais discos vendidos na música japonesa desde que a Oricon começou, seguida pela Mr. Children. Na década de 1990, as músicas de pop eram frequentemente usadas em filmes, anime, comercial de televisão e dramas japoneses, tornando-se uma das formas mais vendidas de música no Japão. A ascensão do pop descartável foi relacionada com a popularidade do karaokê, levando a críticas de que ele é consumista: Kazufumi Miyazawa da The Boom disse que "Eu odeio a mentalidade de comprar, ouvir, jogar fora e cantar em um karaokê." No visual kei, algumas bandas protagonistas do movimento começaram a suavizar seu visual extravagante e até mesmo se separavam, ao mesmo tempo que bandas mais novas como Malice Mizer, La'cryma Christi, Shazna e Fanatic Crisis alcançavam o sucesso comercial, sendo eles chamados de "o grande quarteto visual kei dos anos 90".

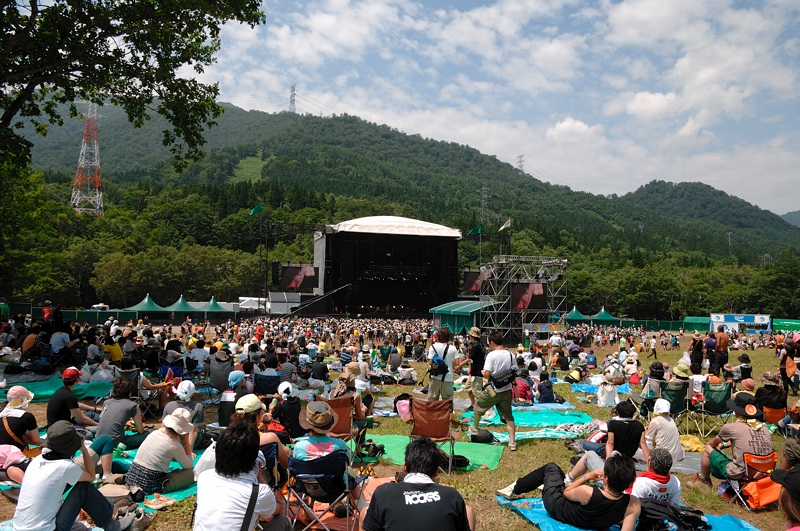
Palco no Fuji Rock Festival

O primeiro Fuji Rock Festival foi inaugurado em 1997. O Rising Sun Rock Festival foi inaugurado em 1999. O Summer Sonic Festival e o Rock in Japan Festival começaram em 2000. Embora o cenário do rock na década de 2000 não estivesse forte, novas bandas como Bump of Chicken, One Ok Rock, Sambomaster, Flow, Orange Range, Remioromen, UVERworld, Radwimps e Aqua Timez, que eram consideradas bandas de rock, alcançaram o sucesso. O Orange Range também adota o hip hop. Bandas já estabelecidas como B'z, Mr. Children, Glay e L'Arc-en-Ciel também continuam nas paradas de sucesso, embora a B'z e a Mr. Children sejam as únicas bandas a manter altos números de vendas ao longo dos anos.
O rock japonês possui um vibrante mercado de rock underground, mais conhecido internacionalmente por bandas de noise rock como Boredoms e Melt Banana, bem como bandas de stoner rock como Boris e bandas alternativas como Shonen Knife (que foi elogiada no Ocidente por Kurt Cobain), Pizzicato Five e The Pillows (que ganharam atenção internacional em 1999 pela trilha sonora de FLCL). Artistas de indie rock mais convencionais como Eastern Youth, The Band Apart e Number Girl tiveram algum sucesso no Japão, mas pouco reconhecimento foram de seu país natal. Outras bandas de indie rock famosas internacionalmente são a Mono e a Nisennenmondai.

#### Punk rock e rock alternativo
Outro exemplos antigos de punk rock no Japão são a SS, The Star Club, The Stalin, Inu, Gaseneta, Bomb Factory, Lizard (que era produzida pela the Stranglers) e Friction (cujo guitarrista Reck havia anteriormente tocado com a Teenage Jesus and the Jerks antes de retornar a Tóquio) e The Blue Hearts. A cena punk foi imortalizada no cinema por Sogo Ishii, que dirigiu o filme de 1982 Burst City, que contava com um elenco de bandas e músicos de punk e também filmou vídeos para a The Stalin. Na década de 1980, as bandas de hardcore como GISM, Gauze, Confuse, Lip Cream e Systematic Death surgiram, algumas incorporando elementos do crossover. A cena independente também incluía um grande número de artistas alternativos, pós-punk e new wave como Aburadako, P-Model, Uchoten, Auto-Mod, Buck-Tick, Guernica e Yapoos (ambas contando com Jun Togawa), G-Schmitt, Totsuzen Danball e Jagatara, juntamente com bandas de noise/industrial como Hijokaidan e Hanatarashi.
Bandas de ska-punk do final da década de 1990 e início de 2000 incluíam os Shakalabbits e o 175R (pronuncia-se "inago rider").

### Heavy metal
O Japão é conhecido pelo sucesso de bandas de metal que se apresentam ao redor do mundo com muitos álbuns ao vivo sendo gravados no país. Exemplos famosos são Unleashed in the East do Judas Priest, Maiden Japan do Iron Maiden, Made in Japan do Deep Purple, One Night at Budokan do Michael Schenker Group e Live at Budokan do Dream Theater
Bandas japonesas de heavy metal começaram a surgir no final da década de 1970, lideradas por bandas como Bow Wow, formada em 1975 pelo guitarrista Kyoji Yamamoto, e a Loudness, formada em 1981 pelo guitarrista Akira Takasaki. Embora houvesse outras bandas contemporâneas como Earthshaker, Anthem e 44 Magnum, seus álbuns de estreia foram lançados apenas por volta de meados da década de 1980, quando as bandas de metal começaram a ter uma maior exposição. As primeiras apresentações ao vivo no exterior foram pela Bow Wow em 1978 em Hong Kong e no Montreux Jazz Festival na Suíça, bem como no Reading Festival na Inglaterra em 1982. Em 1983, a Loudness se apresentou nos Estados Unidos e Europa e começou a focar mais em sua carreira internacional. Em 1985, a primeira banda japonesa de metal assinou com uma grande gravadora dos Estados Unidos. Seus álbuns Thunder in the East e Lightning Strikes, lançados em 1985 e 1986, alcançaram a posição 74 (posição 4 na Oricon) e posição 64 na Billboard 200, respectivamente. Até o final da década de 1980, apenas duas outras bandas, Ezo e Dead End, tiveram seus álbuns de estreia nos Estados Unidos. Na década de 1980, algumas bandas possuíam membros femininas, como a banda Show-Ya liderada por Keiko Terada, e Terra Rosa com Kazue Akao no vocal. Em setembro de 1989, o álbum Outerlimits da Show-Ya foi lançado, alcançando a posição 3 na Oricon. Bandas de heavy metal alcançar seu auge no final da década de 1980, sendo que muitas de desmancharam até meados da década de 1990.

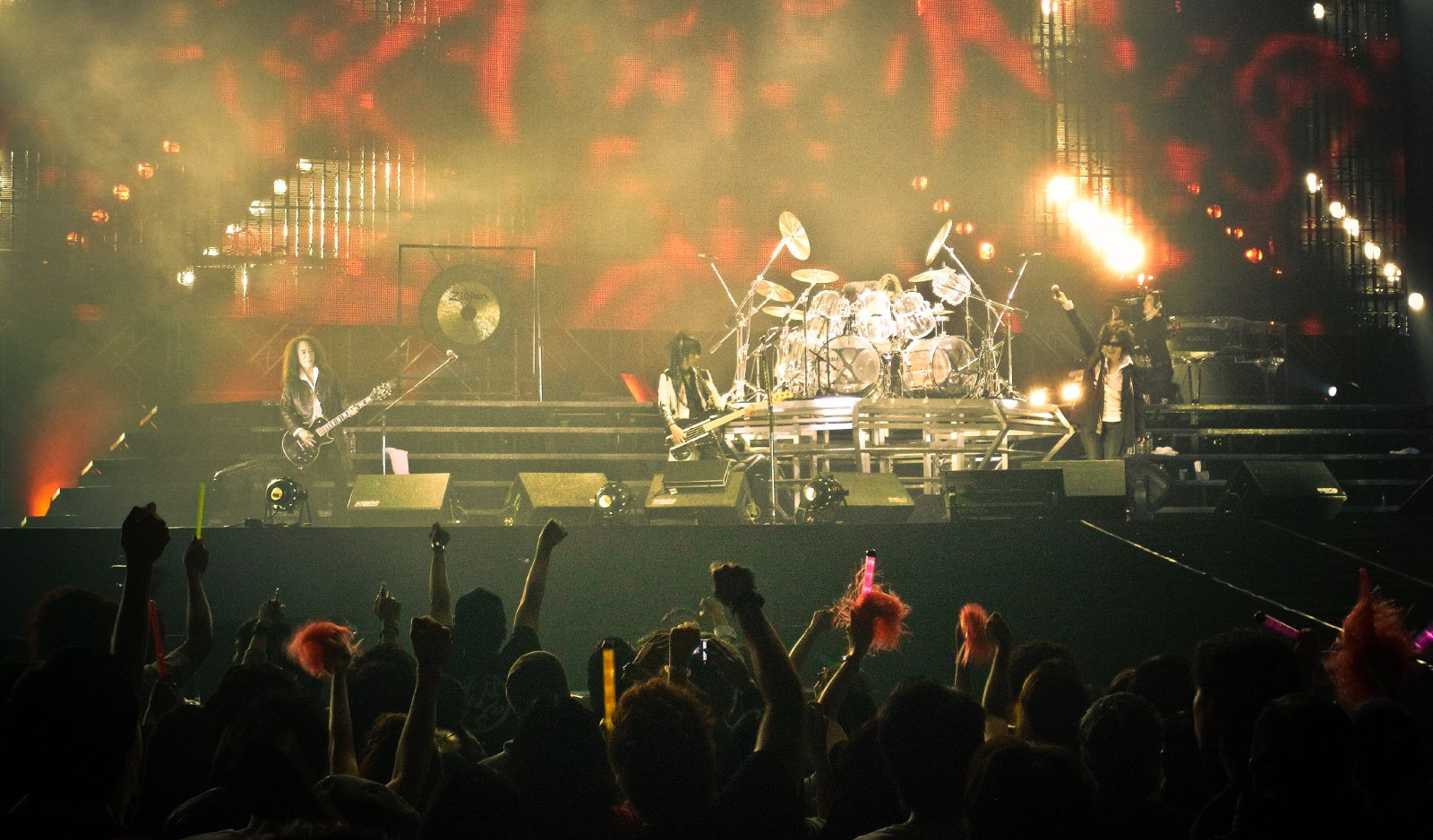
Concerto dos pioneiros do visual kei, X Japan, em Hong Kong em 2009 após seu retorno em 2007.

Em 1982, algumas das primeiras bandas de glam metal foram formadas, como Seikima-II com maquiagem inspirada no Kabuki e X Japan, que liderou o movimento japonês conhecido como visual kei, tornando-se a banda de metal de maior sucesso. Em 1985, o álbum Seikima-II - Akuma ga Kitarite Heavy Metal do Seikima-II foi lançado e embora tenha alcançado a posição 48 na Oricon, ele conseguiu vender mais de 100 mil cópias, a primeira vez de uma banda de metal. Seus álbuns alcançavam com frequência o top 10 até meados da década de 1990. Em abril de 1989, o segundo álbum do X Japan, Blue Blood, foi lançado e chegou à posição 6, e após 108 semanas vendeu 712 mil cópias. Seu terceiro e mais vendido álbum, Jelaousy, foi lançado em julho de 1991 alcançando o topo da Oricon e vendendo 1,11 milhões de cópias. Foram lançados mais dois álbuns que chegaram ao topo, Art of Life e Dahlia, uma compilação de singles X Singles, todos vendendo mais de meio milhão de cópias mas o grupo se separou em 1997.

#### Extreme metal
As bandas japonesas de extreme metal foram formadas na sequência da onda americana e europeia, mas não obtiveram grande exposição até a década de 1990, e como no exterior o gênero é geralmente tratado como uma forma alternativa de música no Japão. As primeiras bandas de thrash metal formadas no início na década de 1980, como a United, cuja música também incorpora elementos de death metal, e a Outrage. A primeira apresentação internacional da United ocorreu em Los Angeles no festival de metal "Foundations Forum" em setembro de 1995, tendo poucos álbuns lançados na América do Norte. Formada em meados da década de 1980, a Doom fez um show nos Estados Unidos em outubro de 1988 no CBGB e esteve ativa até 2000, quando foi desmanchada.
As primeiras bandas a tocarem black metal foram a Sabbat, que ainda está ativa, e a Bellzlleb, que este ativa até o início da década de 1990. Outra banda famosa é a Sigh.
O Doom metal também ganhou fãs no Japão. As duas bandas japonesas de doom metal mais famosas eram a Church of Misery e a Boris, ambas conseguindo uma popularidade considerável fora do país.

### Hip hop
O hip-hop é uma forma mais nova de música na cena musical japonesa. Muitos sentiam que esta era uma tendência que passaria imediatamente. No entanto, o gênero durou por muitos anos e ainda sobrevive. De fato os rappers no Japão não alcançaram o sucesso dos artistas de hip-hop em outros países até o final da década de 1980. Isto se deveu principalmente à crença no mundo da música de que "as frases em japonês não seriam capazes de formar um efeito de rima que existia nas músicas dos rappers americanos". Há uma certa estrutura bem definida para a indústria da música chamada de "A Estrutura de Pirâmide da Cena Musical". Como Ian Condry destaca, "observar a cena musical em termos de uma pirâmide oferece uma compreensão mais diferenciada de como interpretar a importância de níveis e tipos diferentes de sucesso." Os níveis são os seguintes (do mais baixo para o mais alto): fãs e artistas potenciais, artistas que se apresentam, artistas que gravam (indies), artistas de grandes gravadoras e grandes estrelas. Esses diferentes níveis podem ser vistos claramente em um genba ou boate. Diferentes "famílias" de rappers se apresentam no palco. Uma família é essencialmente um conjunto de grupos de rap que são geralmente liderados por um dos mais famosos grupos de Tóquio, que também inclui alguns pupilos. Eles são importantes porque eles são "a chave para entender as diferenças de estilo entre os grupos". Os fãs de hip-hop no público são os que controlam a boate. Eles são os jurados que determinam os vencedores nas batalhas de rap no palco. Um exemplo disto pode ser visto na batalha  entre os rappers Dabo (um artista de grande gravadora) e Kan (um artista indie). Kan desafiou Dabo para uma batalha no palco enquanto Dabo estava no meio de uma apresentação. Outra parte importante das boates foi mostrada neste momento. Ele mostrou "a abertura da cena e a fluidez dos limites nas boates".

### Electropop e club music
A música pop eletrônica no Japão tornou-se um produto de sucesso com a popularização do "technopop" no final da década de 1970 e década de 1980, começando com a Yellow Magic Orchestra e álbuns solo de Ryuichi Sakamoto e Haruomi Hosono em 1978 antes de alcançar a popularidade em 1979 e 1980. Influenciados por artistas impressionistas, clássicos do século XX, jazz/fusion pop, new wave e technopop, como Kraftwerk e Telex, esses artistas tornaram-se mais comerciais. Ryuichi Sakamoto afirma que "para mim, fazer música pop não é um compromisso porque eu gosto de fazer isso". Os critérios para se encaixar os artistas no rótulo de technopop no Japão são tão frouxos quanto no Ocidente, assim bandas de new wave como P-Model e The Plastics caem na categoria junto aos arranjos techno sinfônicos do Yellow Magic Orchestra. A popularidades deste tipo de música fez com que muitos artistas populares da década de 1970 que anteriormente eram conhecidos pela música acústica passassem para a produção techno, como Taeko Onuki e Akiko Yano, ao mesmo tempo em que os produtores de ídolos começavam a empregar arranjos eletrônicos para novos cantores na década de 1980. Na década de 1990, Denki Groove e a Capsule formaram e foram os pilares da música eletrônica japonesa. Atualmente, artistas mais novos como Polysics fazem uma homenagem explícita a esta era da música popular japonesa. Yasutaka Nakata da Capsule também se envolveu por trás das cenas dos grupos de electropop Perfume e Kyary Pamyu Pamyu, ambas tendo sucesso internacionalmente. Kyary foi nomeada a "Embaixadora Kawaii de Harajuku" por sua visibilidade internacional.

### Músicas de raiz
No final da década de 1980, bandas de raiz como Shang Shang Typhoon e The Boom tornaram-se populares. Bandas de raiz okinawanas como Nenes e Kina também obtiveram sucesso comercial e crítico. Isto levou à segunda onda da música okinawada, liderada pelo sucesso súbito da Rinkenband. Uma nova onda de bandas se seguiu, incluindo o surgimento da Champluse e Kina, liderada por Kikusuimaru Kawachiya; O goshu ondo de Tadamaru Sakuragawa é muito semelhante ao kawachi ondo.
Outras formas de música da Indonésia, Jamaica e outros lugares foram assimiladas. O soukous africano e a música latina, como a Orquesta de la Luz (オルケスタ・デ・ラ・ルス), eram tão populares quanto o reggae jamaicano e o ska, tendo como expoentes Mice Teeth, Mute Beat, La-ppisch, Home Grown e Ska Flames, Determinations, e Tokyo Ska Paradise Orchestra.

### Noise music
Outra forma de música reconhecida do Japão é a noise. O noise (barulho) deste país é chamado Japanoise. Seu representante mais conhecido é Masami Akita com seu projeto Merzbow.

### Música-tema
A música-tema composta para filmes, animes (anison (アニソン)), tokusatsu e dramas japoneses é considerado um gênero separado de música. Vários artistas e grupos famosos gastaram grande parte de sua carreira apresentando e compondo músicas-tema e trilhas sonoras para a mídia visual. Alguns desses artistas são Masato Shimon (atual detentor do recorde mundial de single de maior sucesso no Japão por "Oyoge! Taiyaki-kun"), Ichirou Mizuki, todos os membros do JAM Project, Akira Kushida, Isao Sasaki e Mitsuko Horie. Alguns compositores famosos de músicas-tema japonesas são Joe Hisaishi, Michiru Oshima, Yoko Kanno, Toshihiko Sahashi, Yuki Kajiura, Kōtarō Nakagawa e Yuuki Hayashi.

### Música de jogos
Quando os primeiros jogos eletrônicos foram vendidos, eles possuíam apenas sons rudimentares que eram usados para produzir música. Com o avanço da tecnologia, a qualidade do som e da música que essas máquinas de jogos poderiam produzir melhorou drasticamente. O primeiro jogo a ser reconhecido por sua música foi Xevious, também famoso por suas histórias profundas (para a época). Embora muitos jogos tivessem músicas bonitas para acompanhar o jogo, um dos jogos mais importantes na história da música dos videogames é Dragon Quest. Koichi Sugiyama, um compositor que é conhecido por ter composto músicas para vários animes e programas de TV, incluindo Cyborg 009 e o filme Godzilla vs. Biollante, envolveu-se no projeto por pura curiosidade e provou que os jogos podem ter trilhas sonoras sérias. Até seu envolvimento, a música e os sons eram geralmente negligenciados no desenvolvimento dos jogos, com os programadores com pouco conhecimento musical sendo forçados a escrever eles mesmos as trilhas sonoras. Sem temer os limites tecnológicos, Sugiyama trabalhou para criar uma trilha sonora que não cansaria o jogador mesmo com horas e horas de jogo.
Yasunori Mitsuda é um compositor muito conhecido por jogos como Xenogears, Xenosaga Episode I, Chrono Cross e Chrono Trigger.
Koji Kondo, o gerente de som da Nintendo, também é famoso no mercado japonês de músicas de jogos. Ele é conhecido pelas músicas de Zelda e Mario.
Jun Senoue é famoso por compor as músicas para Sonic the Hedgehog. Ele também é o guitarrista principal da Crush 40, que é conhecida por criar as músicas-tema de Sonic Adventure, Sonic Adventure 2, Sonic Heroes, Shadow the Hedgehog e Sonic and the Black Knight, bem como outros jogos do Sonic.
Motoi Sakuraba é também outro compositor famoso de videogame. Ele é conhecido por ter composto para Tales of series, Dark Souls, Eternal Sonata, Star Ocean, Valkyrie Profile, Golden Sun e Baten Kaitos, bem como vários jogos de esporte do Mario.
Yuzo Koshiro é também conhecido por seu trabalho com jogos, tendo composto trilhas sonoras influenciadas pela música eletrônica como Revenge of Shinobi e a série Streets of Rage.
O grupo de techno/trance music I've Sound primeiro ganhou notoriedade por fazer músicas-tema para jogos de computador eroge, e depois por entrar no mercado de animes e compor temas para eles. Ao contrário de outros, este grupo foi capaz de atrair fãs de outras partes do mundo através do eroge e das músicas de anime.
Atualmente, as trilhas sonoras são vendidas em CD e digitalmente em sites como o iTunes. Cantoras famosas como Hikaru Utada, Nana Mizuki e BoA às vezes cantam músicas para jogos, sendo uma maneira de elas se popularizarem ainda mais.